# Crémasse
El crémasse (en francés) o krémas (en criollo haitiano) es una bebida originaria de Haití hecha de ron y coco, con una textura suave y cremosa. Es una de las bebidas haitianas más populares, y se sirve regularmente en eventos especiales y fiestas navideñas.

## Preparación
La bebida está hecha principalmente de crema de coco, leche condensada azucarada, leche evaporada y ron. 
En las Antillas, mucha gente usa el coco fresco, del cual obtienen la pulpa y la trituran para hacer la leche o crema del coco, que luego mezclarán con el ron. Por lo general, se usa ron añejo, pero el ron blanco se sustituye con frecuencia. Se aromatiza con varias especias según la receta, entre las cuales: canela, nuez moscada, anís, y a veces también extracto de vainilla o alcohol puro. A pesar de que los ingredientes pueden variar, siempre tiene una textura cremosa que le da su nombre.
Se suele tomar frío o a temperatura ambiente. Una combinación típica es el pen mayi-kremas (pan de maíz y crémasse). Recientemente la bebida se comenzó a comercializar en Haití y en áreas de los Estados Unidos con presencia haitiana.